# Peter Hook
Peter Hook (ur. 13 lutego 1956) – brytyjski basista nowofalowych zespołów Joy Division i New Order.
W okresie szkolnym był kolegą Bernarda Sumnera i właśnie z nim oraz Ianem Curtisem założył Joy Division. Hooka charakteryzowała niespotykana, jak na tamte czasy, gra na gitarze basowej, która stawała się w jego rękach instrumentem wiodącym w muzyce zespołu.
Po rozpadzie Joy Division współtworzył New Order, w którym występował do 2007 roku. W tym czasie był także muzykiem formacji Revenge oraz Monaco, a także producentem (współtworzył między innymi płyty Stone Roses).
W lutym 2012 roku Peter Hook wraz z innymi muzykami (m.in. ze swoim synem Jackiem) wystąpił w warszawskim klubie Palladium - wykonując utwory Joy Division oraz Warsaw.

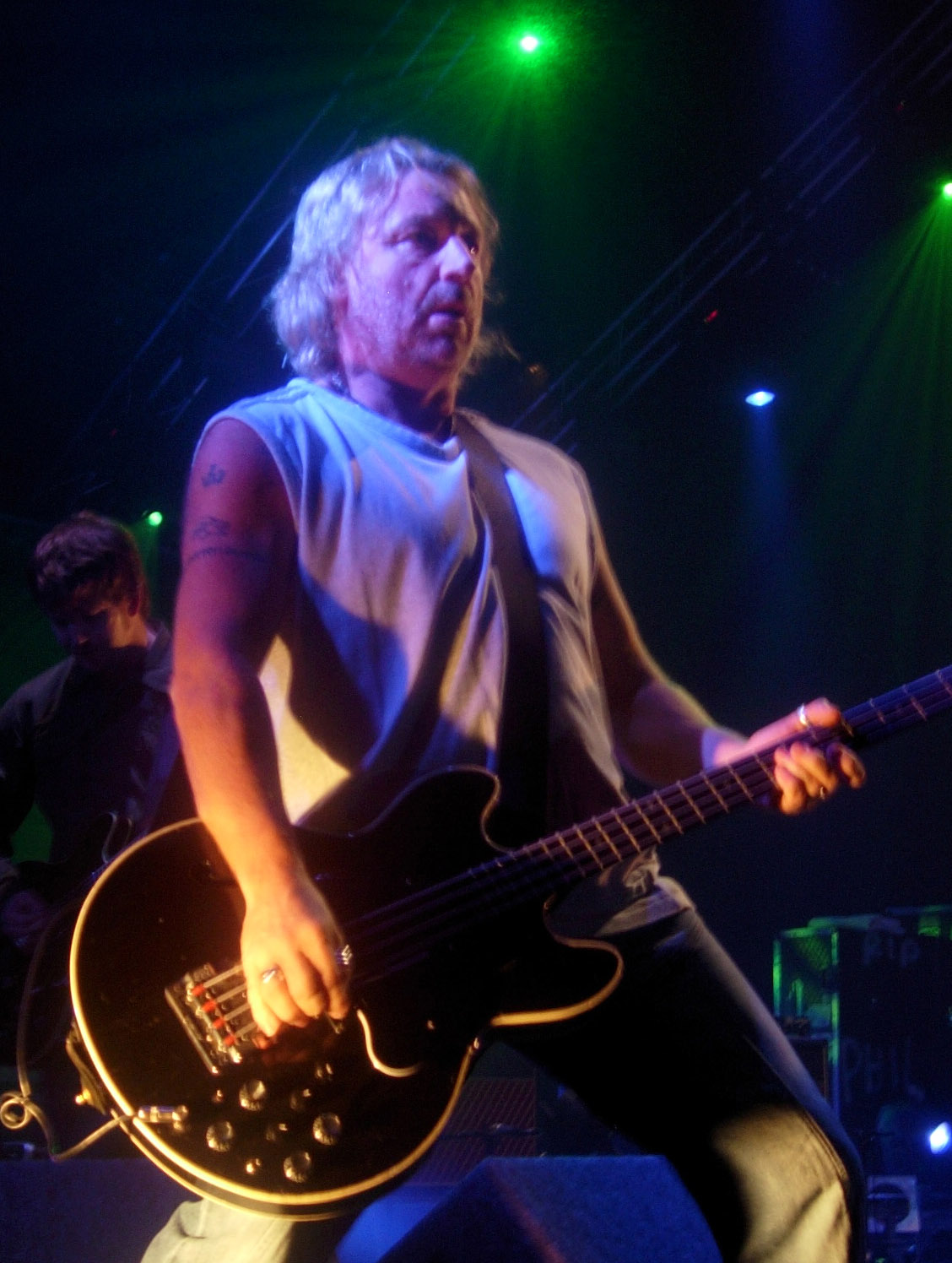
Peter Hook podczas koncertu New Order w Manchesterze (2005)